# Воткин
 Воткин  — поселок в Бавлинском районе Татарстана. Входит в состав Потапово-Тумбарлинского сельского поселения.

## География
Находится в юго-восточной части Татарстана на расстоянии приблизительно 6 км по прямой на юг-юго-запад от районного центра города Бавлы у речки Тумбарлинка.

## История
Основана в 1930-х годах.

## Население
Постоянных жителей было: в 1938 — 62, в 1949 — 60, в 1958 — 48, в 1970 — 86, в 1979 — 62, в 1989 — 9, в 2002 − 19 (русские 26 %, удмурты 58 %), 9 в 2010.